# The Night Before
«The Night Before» es una canción de The Beatles de 1965 incluida en su álbum Help! del mismo año, compuesta por Paul McCartney. La voz doblada de McCartney completa la canción con un gran trabajo vocal de John Lennon y George Harrison. 
Esta misma canción aparece en la película Help!

## Personal
- Paul McCartney - voz principal, doblada a dos pistas, bajo (Höfner 500/1 63'), guitarra rítmica y principal (Epiphone Casino).
- John Lennon - piano eléctrico (Höhner Pianet C) y coros.
- George Harrison - guitarra principal (Gretsch Tennessean) y coros.
- Ringo Starr - batería (Ludwig Super Classic).